# ラディオ・トップ100オフィツィアルナ
ラディオ・トップ100オフィツィアルナ（スロバキア語: Rádio Top 100 Oficiálna）はスロバキアの音楽放送チャートであり、2009年12月31日にIFPI（国際レコード・ビデオ製作者連盟）のスロバキア支部が閉鎖されたため、IFPIのチェコ支部が毎週公開している。トップ100ランキングに加え、"Rádio SK 50 Oficiálna" というランキングも使われており、これはスロバキアおよびチェコのアーティスト限定のランキングである。ネット版のチャートは ifpicr.cz/hitparadask で公開されており、毎週トップ100のうち上位50曲を見られる。

## カテゴリ
公開中
- Rádio Top 100 Oficiálna - 公式の放送チャート
- Rádio SK 50 Oficiálna - スロバキアおよびチェコのアーティスト限定の放送チャート